# Pseudonereis rottnestiana
Pseudonereis rottnestiana är en ringmaskart som först beskrevs av Augener 1913.  Pseudonereis rottnestiana ingår i släktet Pseudonereis och familjen Nereididae.

## Underarter
Arten delas in i följande underarter:
- P. r. costatodentata
- P. r. seriodentata